# العلاقات التشادية الكونغوية
العلاقات التشادية الكونغولية هي العلاقات الثنائية التي تجمع بين تشاد وجمهورية الكونغو.

## مقارنة بين البلدين
هذه مقارنة عامة ومرجعية للدولتين:
| وجه المقارنة                                              | تشاد                      | [[تصنيف:صفحات تستخدم رمز علم غير موجود\|]] جمهورية الكونغو |
| --------------------------------------------------------- | ------------------------- | ---------------------------------------------------------- |
| المساحة (كم2)                                             | 1.28 مليون                | 342.00 ألف                                                 |
| عدد السكان (نسمة)                                         | 15.23 مليون               | 5.26 مليون                                                 |
| الكثافة السكانية (ن./كم²)                                 | 11.9                      | 15.38                                                      |
| العاصمة                                                   | انجمينا                   | برازافيل                                                   |
| اللغة الرسمية                                             | لغة فرنسية، اللغة العربية | لغة فرنسية                                                 |
| العملة                                                    | فرنك وسط أفريقي           | فرنك وسط أفريقي                                            |
| الناتج المحلي الإجمالي (بليون دولار)                      | 9.98 مليار                | 8.72 مليار                                                 |
| الناتج المحلي الإجمالي (تعادل القوة الشرائية) بليون دولار | 30.54 مليار               | 29.48 مليار                                                |
| الناتج المحلي الإجمالي الاسمي للفرد دولار أمريكي          | 775                       | 1.85 ألف                                                   |
| الناتج المحلي الإجمالي للفرد دولار أمريكي                 | 2.18 ألف                  |                                                            |
| مؤشر التنمية البشرية                                      | 0.392                     | 0.591                                                      |
| رمز المكالمات الدولي                                      | +235                      | +242                                                       |
| رمز الإنترنت                                              | .td                       | .cg                                                        |
| المنطقة الزمنية                                           | ت ع م+01:00               | ت ع م+01:00                                                |

## منظمات دولية مشتركة
يشترك البلدان في عضوية مجموعة من المنظمات الدولية، منها:
| علم المنظمة | اسم المنظمة                                 | تاريخ انضمام تشاد | تاريخ انضمام جمهورية الكونغو |
| ----------- | ------------------------------------------- | ----------------- | ---------------------------- |
|             | البنك الدولي للإنشاء والتعمير               | 10 يوليو 1963     | 10 يوليو 1963                |
|             | يونسكو                                      | 19 ديسمبر 1960    | 24 أكتوبر 1960               |
|             | أفريستات ‏                                   | 21 سبتمبر 1993    | 21 سبتمبر 1993               |
|             | أحدى                                        | ?                 | ?                            |
|             | البنك الإفريقي للتنمية                      | ?                 | ?                            |
|             | منظمة الشرطة الجنائية الدولية               | ?                 | ?                            |
|             | الأمم المتحدة                               | 20 سبتمبر 1960    | 20 سبتمبر 1960               |
|             | الاتحاد الأفريقي                            | ?                 | ?                            |
|             | مجموعة دول أفريقيا والكاريبي والمحيط الهادئ | ?                 | ?                            |
|             | مؤسسة التنمية الدولية                       | 7 نوفمبر 1963     | 8 نوفمبر 1963                |
|             | منظمة التجارة العالمية                      | ?                 | ?                            |
|             | البنك المركزي لدول وسط أفريقيا              | ?                 | ?                            |
|             | وكالة ضمان الاستثمار متعدد الأطراف          | 11 يونيو 2002     | 16 أكتوبر 1991               |
|             | مؤسسة التمويل الدولية                       | 2 أبريل 1998      | 1 أكتوبر 1980                |
|             | منظمة حظر الأسلحة الكيميائية                | ?                 | ?                            |
|             | المركز الدولي لتسوية المنازعات الاستشارية   | 14 أكتوبر 1966    | 14 أكتوبر 1966               |